# Kiro Stojanov
 (mars 2022).
Si vous disposez d'ouvrages ou d'articles de référence ou si vous connaissez des sites web de qualité traitant du thème abordé ici, merci de compléter l'article en donnant les références utiles à sa vérifiabilité et en les liant à la section « Notes et références ».
Kiro Stojanov est le primat actuel de l'Église grecque-catholique macédonienne en tant qu'évêque de l'éparchie de l'Assomption-de-la-Bienheureuse-Vierge-Marie de Strumica-Skopje.

## Biographie
Kiro Stojanov est né le 9 avril 1959 dans le village de Radovo, en Macédoine du Nord. 
Ordonné prêtre en 1986, il devient, à partir de 1999, l'évêque auxiliaire et titulaire du diocèse de Skopje (en) qui fut ensuite conduit par Joakim Herbut. Il est le premier évêque catholique de l'ethnicité macédonienne en 104 ans.
Kiro Stojanov est le primat actuel de l'Église grecque-catholique macédonienne depuis 2005 et évêque de l'éparchie de l'Assomption-de-la-Bienheureuse-Vierge-Marie de Strumica-Skopje depuis 2018.